# IC 505
IC 505 ist eine elliptische Galaxie vom Hubble-Typ E-S0 im Sternbild Wasserschlange südlich der Ekliptik. Sie ist schätzungsweise 410 Millionen Lichtjahre von der Milchstraße entfernt.
Das Objekt wurde am 8. März 1888 vom US-amerikanischen Astronomen Lewis Swift entdeckt.